# Чиказька школа економіки
Чиказька школа економіки — напрям у теорії економічної науки, який стоїть на засадах неокласицизму. Виник у 60-ті роки XX ст. Головними представниками школи є Р. Коуз, Дж. Стиглер, М. Фрідман, Ф. Найт, Г. Беккер, Р. Фогель, Дж. Вайнер, Ф. Гаєк та інші. Брюс Кауфман характеризує Чиказьку економічну школу так: 
"Безкомпромісна віра в корисність і прозорливість неокласичної теорії ціноутворення і нормативної позиції, яка підтримує і стимулює економічний лібералізм і вільний ринок".
Чиказька макроекономічна теорія заперечувала кейнсіанство та підтримувала засади монетаризму аж до середини 1970-х років, коли вона звернулася до нової класичної макроекономіки, значною мірою заснованій на концепції раціональних очікувань. Чиказькі економісти застосовували цю теорію й у інших галузях економіки, наприклад у фінансах, що дало початок впливовій гіпотезі ефективного ринку.

## Представники
- Френк Найт
- Рональд Коуз
- Джордж Стіглер
- Мілтон Фрідман
- Роберт Фогель
- Гері Беккер